# Klokke Roeland

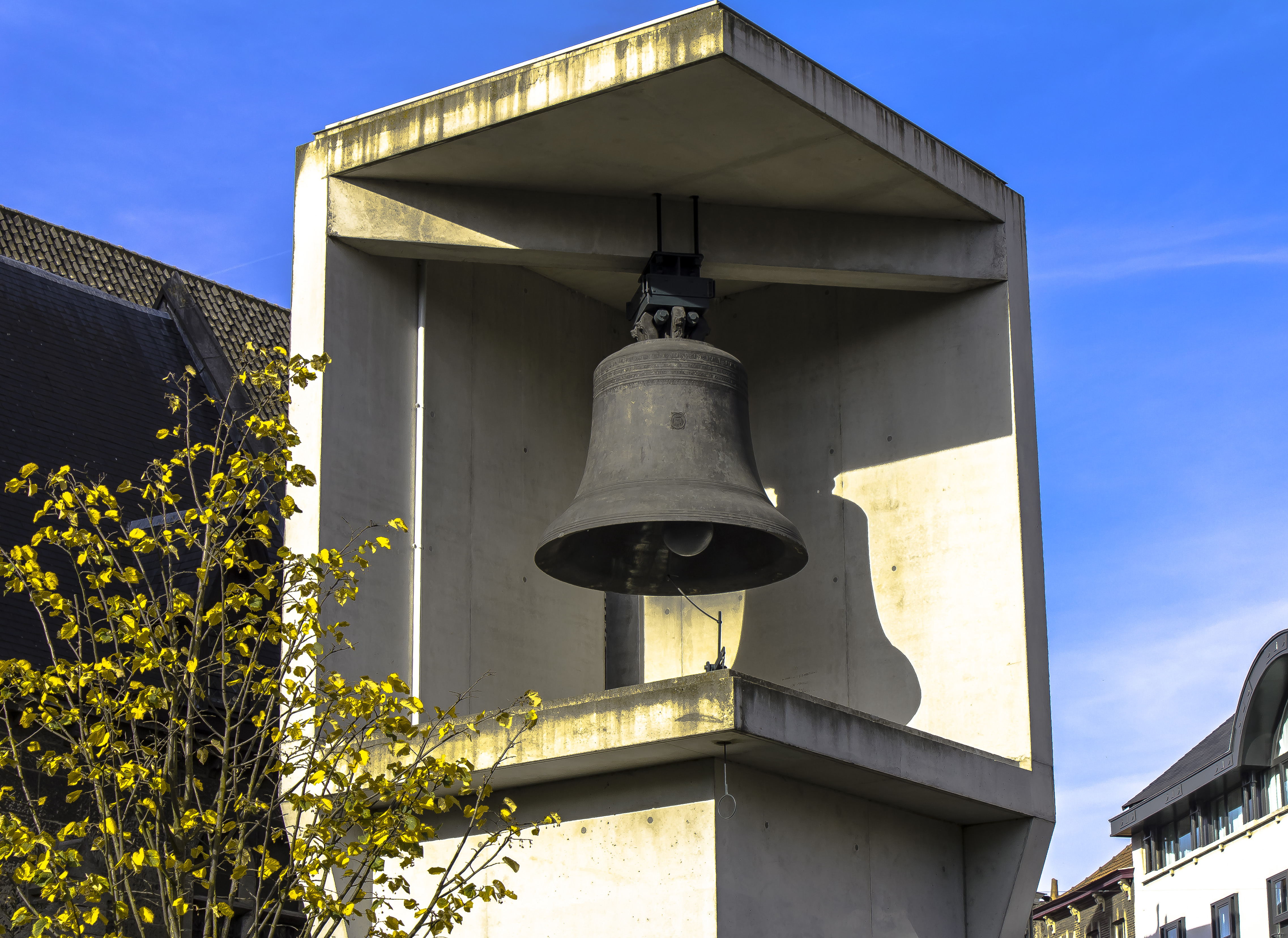
De Grote Triomfante

Klokke Roeland is een klok die zich sedert 1314 in Gent bevindt en vereeuwigd is in het gelijknamige lied.

## Geschiedenis

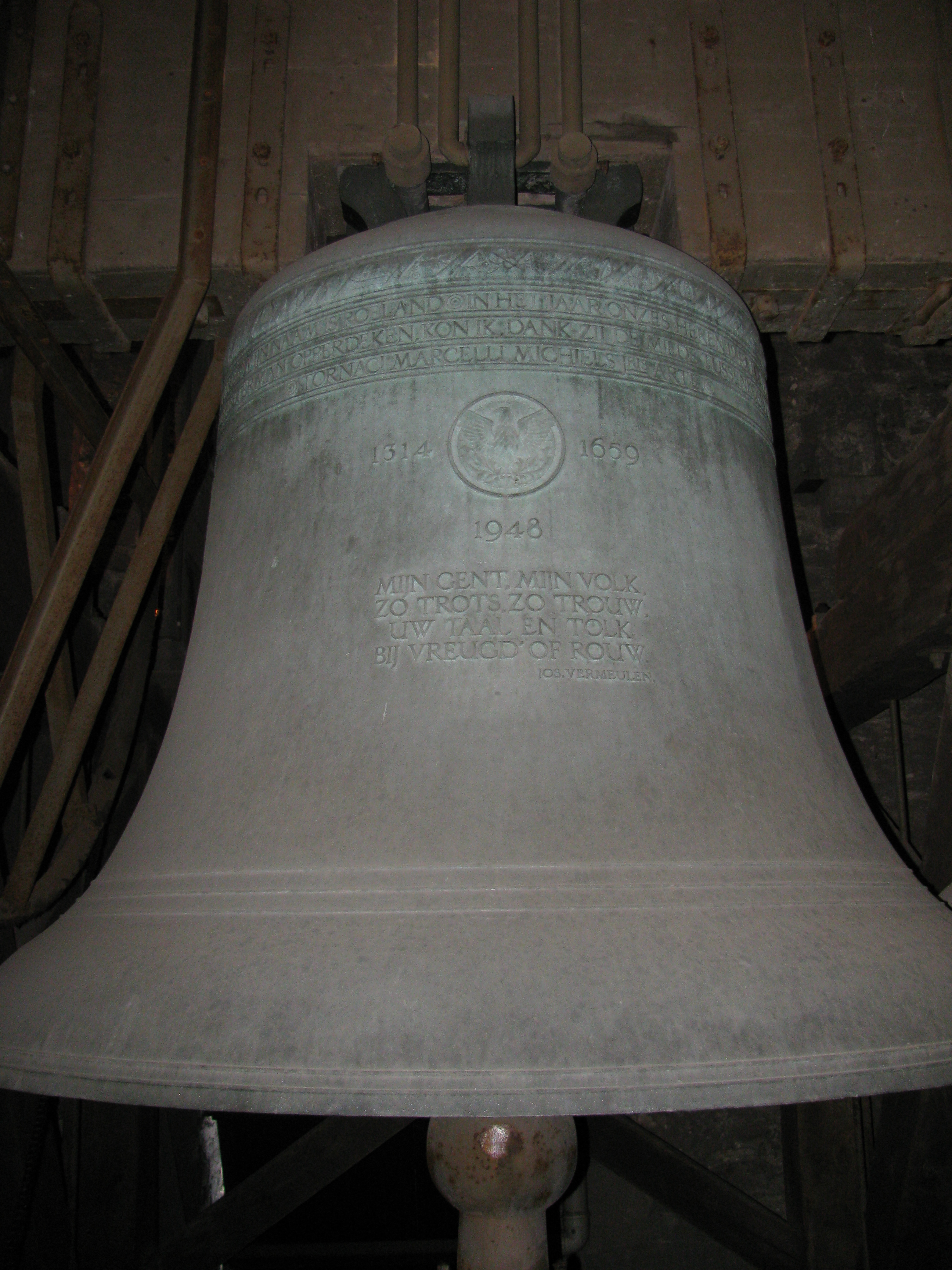
Michielsklok in het Belfort. Soms Klokke Roeland genoemd, hoewel die naam vaker op de Grote Triomfante slaat.
Inscriptie:
MIJN GENT, MIJN VOLK
ZO TROTS, ZO TROUW
UW TAAL EN TOLK
BIJ VREUGD' OF ROUW

In 1314 werd er een stormklok gegoten door Jan Van Ludeke en Jan Van Roosbeke, Klokke Roeland genaamd, die in het Gentse belfort bleef hangen tot in 1659. Toen werd ze stukgeslagen door Pieter Hemony; hij smolt haar 12.000 pond brons om in een nieuwe beiaard van 40 klokken.
De Gentse Grote Triomfante was de grootste basklok of lage sol van de beiaard die Hemony goot uit de oude Roeland en in de volksmond nam hij de naam Klokke Roeland van haar voorganger over.
In 1914 werd de luidklok in Gent geëlektrificeerd. Het systeem stond echter niet op punt en als gevolg van te hevige trillingen kwam er een grote scheur in Klokke Roeland en kon die daardoor niet meer geluid worden. In 1948 werd de klok uit de toren gehaald en vervangen door een nieuw exemplaar.
Klokke Roeland kreeg een plekje aan de voet van het Belfort. In 2002 besloot men de scheur, die er inmiddels bijna 90 jaar in was, te herstellen. Daartoe werd ze naar klokkengieterij Koninklijke Eijsbouts in het Nederlandse Asten gebracht. Na de herstelling verscheen ze weer op haar vertrouwde plek.
Tussen 2009 en 2012 werd het plein heraangelegd waardoor de klok moest verhuizen. Het vernieuwde plein beschikt over een betonnen koker waar oorspronkelijk de nieuwe Mathildisklok moest hangen. Wegens onenigheid omtrent de Mathildisklok is het echter sinds 2012 de Grote Triomfante die in de nieuwe koker op het Emile Braunplein hangt. Ze zal in de latere toekomst mogelijk terug in het belfort opgehangen worden en dienstdoen als beiaardklok en niet meer als luidklok omdat men vreest dat ze opnieuw zal barsten bij het luiden.
De klok die sinds 1948 in het Belfort hangt ter vervanging van de Grote Triomfante wordt soms ook Klokke Roeland genoemd. Haar officiële naam is Sint-Michielsklok en ze heeft geen relatie met de originele Klokke Roeland of de Grote Triomfante.

## Roeland in Haarlem
In Haarlem hangt een uit 1503 stammende klok in de Grote of Sint-Bavokerk, eveneens Roeland geheten, vernoemd naar de Gentse Roeland. De abt van de Sint-Baafsabdij in Gent had Haarlem in 1500 een relikwie geschonken, het gebeente van een arm van Sint Bavo. Tot de Reformatie werd daarom jaarlijks op 10 mei het feest van de translacie van sint Baef gevierd. De kerk werd daartoe met draperieën versierd en de reliek met de zilveren reliekhouder en het zilveren Mariabeeld werden op een aparte altaartafel uitgestald. Uit dank werd bovendien Gent beloofd dat de stad Haarlem jaarlijks op 1 oktober, het feest van Sint Bavo, in Gent een kaars van een pond zou offeren. Bovendien werd voor de Haarlemse noodklok de Gentse Klokke Roeland, die in die Vlaamse stad in het Belfort hing, als voorbeeld genomen. De onderste lantaarn van de Haarlemse toren op de Grote of Sint-Bavokerk heeft een bedstee voor de nachtwacht. Vanaf 10 uur 's avonds waakten daar tot in de 19e eeuw twee nachtwakers die om beurten in de bedstee een uiltje knapten. Elk half uur moesten zij laten horen dat alles veilig was door naar de vier windrichtingen op een hoorn te blazen. Bij onraad luidden zij de Roeland.